# Strandburg
Strandburg és una població dels Estats Units a l'estat de Dakota del Sud. Segons el cens del 2000 tenia 69 habitants.

## Demografia
Segons el cens del 2000, Strandburg tenia 69 habitants, 28 habitatges, i 16 famílies. La densitat de població era de 333 habitants per km².
Dels 28 habitatges en un 32,1% hi vivien nens de menys de 18 anys, en un 57,1% hi vivien parelles casades, en un 0% dones solteres, i en un 39,3% no eren unitats familiars. En el 35,7% dels habitatges hi vivien persones soles el 32,1% de les quals corresponia a persones de 65 anys o més que vivien soles. El nombre mitjà de persones vivint en cada habitatge era de 2,46 i el nombre mitjà de persones que vivien en cada família era de 3,35.
Per edats la població es repartia de la següent manera: un 29% tenia menys de 18 anys, un 8,7% entre 18 i 24, un 27,5% entre 25 i 44, un 10,1% de 45 a 60 i un 24,6% 65 anys o més.
L'edat mediana era de 34 anys. Per cada 100 dones de 18 o més anys hi havia 104,2 homes.
La renda mediana per habitatge era de 36.563 $ i la renda mediana per família de 47.500 $. Els homes tenien una renda mediana de 32.188 $ mentre que les dones 18.125 $. La renda per capita de la població era de 17.609 $. Cap de les famílies estaven per davall del llindar de pobresa.

## Poblacions més properes
El següent diagrama mostra les poblacions més properes.